# Chenay-le-Châtel
Chenay-le-Châtel település Franciaországban, Saône-et-Loire megyében. Lakosainak száma 373 fő (2022. január 1.). Chenay-le-Châtel Céron, La Pacaudière, Saint-Martin-d’Estréaux, Urbise, Vivans, Artaix és Melay községekkel határos.

## Népesség
A település népességének változása:
| Lakosok száma | 404  | 395  | 382  | 376  | 373  | 370  | 372  | 373  |
|               | 2013 | 2015 | 2017 | 2018 | 2019 | 2020 | 2021 | 2022 |